# Kronberg-Gymnasium Aschaffenburg
Das Kronberg-Gymnasium Aschaffenburg (ehemals Humanistisches Gymnasium Aschaffenburg) ist ein Gymnasium in Aschaffenburg, das 1620 gegründet wurde.

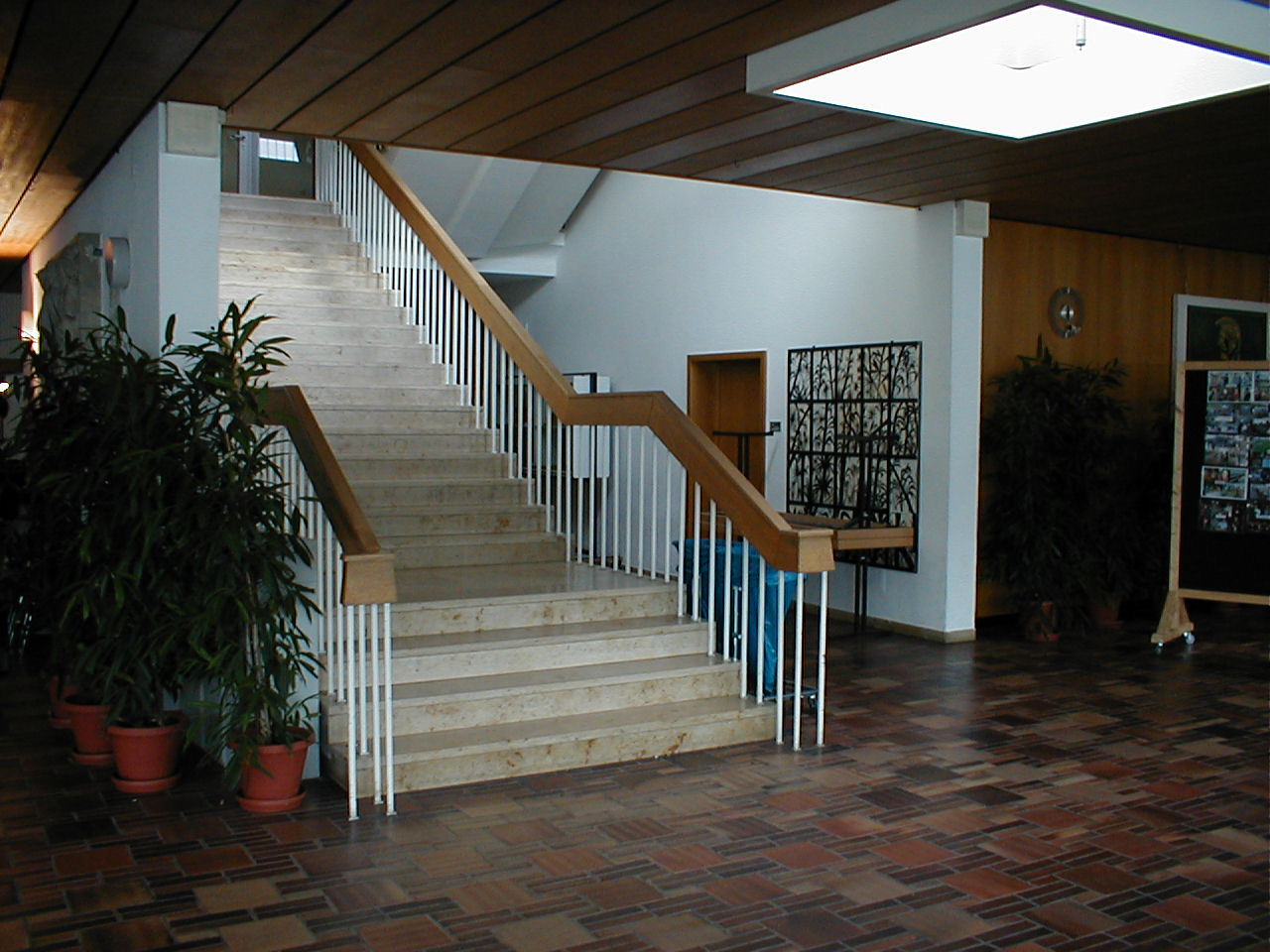
Treppenhaus

## Bildungsangebot
Am Kronberg-Gymnasium Aschaffenburg gibt es sowohl einen sprachlichen als auch einen humanistischen Zweig. Seit dem Schuljahr 2014/15 wird zudem ein naturwissenschaftlich-technologischer Zweig angeboten.

## Geschichte

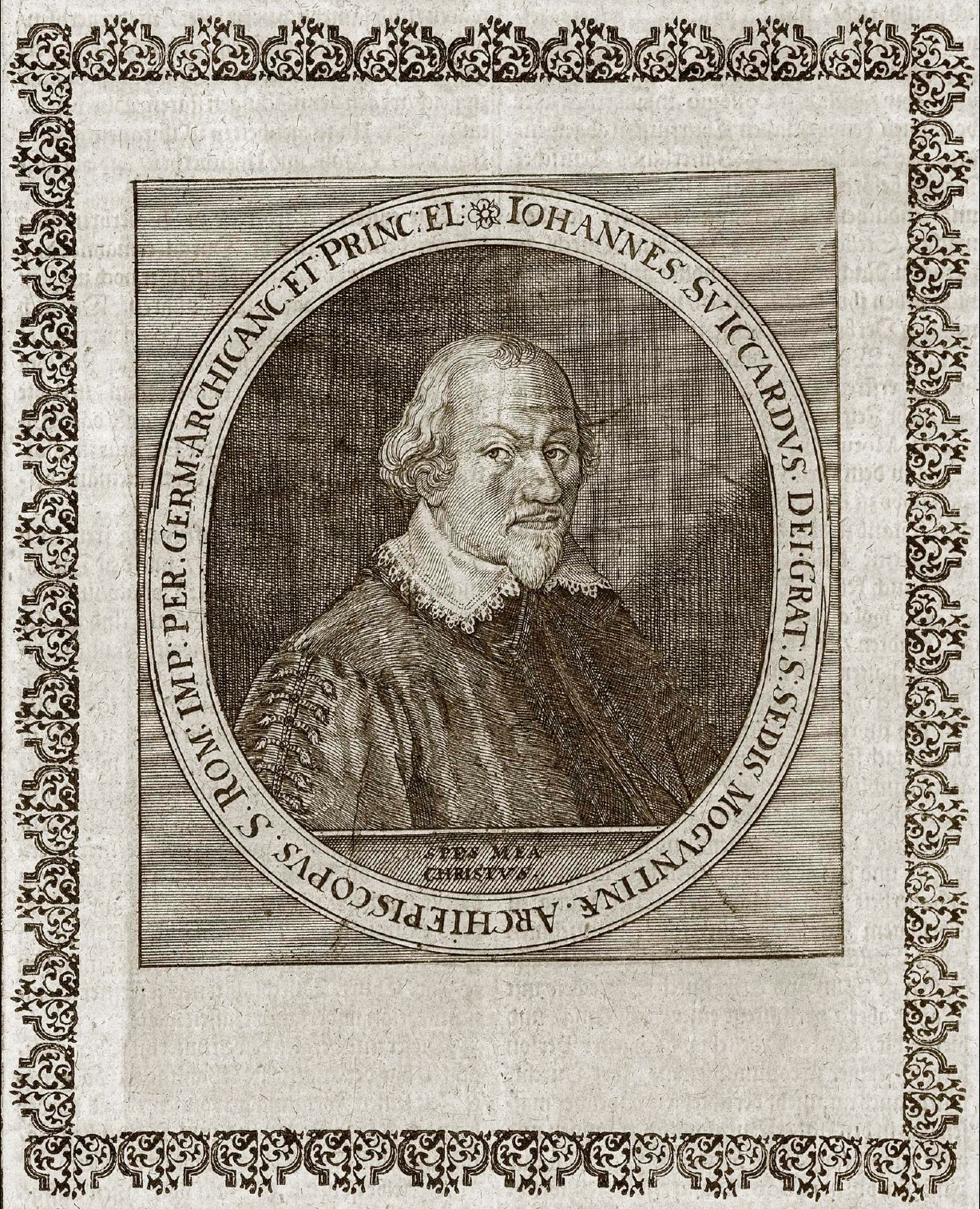
Johann Schweikhard von Cronberg, Kupferstich aus dem Theatrum Europaeum (1662)

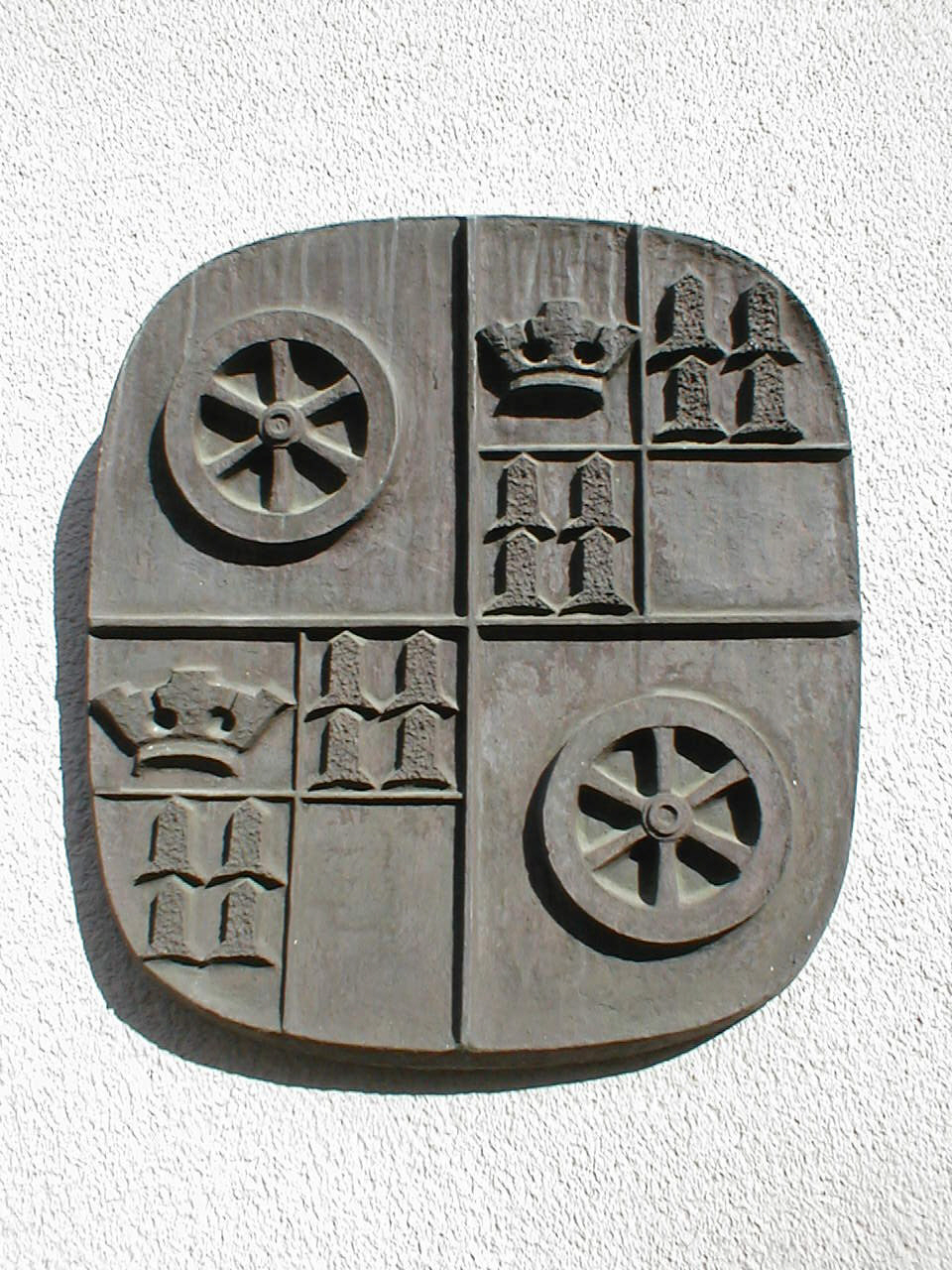
Wappen von Erzbischof Johann Schweikhard von Cronberg an der Außenmauer des von ihm gegründeten Kronberg-Gymnasiums

Das Kronberg-Gymnasium existiert seit 1620, allerdings nicht im heutigen Schulgebäude, da das frühere Gebäude im Zweiten Weltkrieg zerstört wurde.
1620: Zu Beginn des Jahres (das zweite Jahr nach dem Ausbruch des Dreißigjährigen Krieges) wird das Gymnasium von Jesuiten, die der Mainzer Kurfürst Johann Schweikhard von Cronberg schon 1612 nach Aschaffenburg gerufen hatte, gegründet.
Am 14. Juni, dem Fest Trinitatis, bestätigt der Mainzer Kurfürst die Lateinschule. Der aus Kirche, Schulräumen, Wohnräumen und Wirtschaftsgebäuden bestehende Jesuitenkomplex liegt in der Nachbarschaft des Aschaffenburger Schlosses zwischen Pfaffengasse und Landingstraße und beherbergte früher die Fachoberschule und Berufsoberschule. Heute befindet sich darin das Christian Schad Museum.
1631: Im Herbst fallen die Schweden in Aschaffenburg ein. Es gibt zum ersten Mal unerwartet schulfrei, denn die Jesuiten fliehen und die Räume des Kollegs werden beschlagnahmt. Sehr wahrscheinlich bestand jedoch in irgendeiner Form ein Notlehrbetrieb weiter. Dieser Zustand dauert bis 1634, dann ziehen die Schweden ab.
1635: Die Pest sucht Aschaffenburg heim, die Jesuiten eröffnen das Gymnasium wieder, allerdings sterben in den Herbstferien einige Schüler und zwei Lehrer an der Pest.
1637: Die Schweden überfallen im April wieder die Stadt, wobei Pater J. Liebst, der Rektor der Schule, tödlich verwundet wird. Erneut fliehen die Jesuiten, können aber Anfang 1638 wieder zurückkehren. An diese erste Zeit des Gymnasiums erinnert noch heute die Jesuitenkirche, die bis zu ihrer Zerstörung im Zweiten Weltkrieg der Schule als Studienkirche diente.
1773: Mit der Aufhebung des Jesuitenordens wurde die Leitung des Gymnasiums Weltgeistlichen übertragen.
1944: Das alte Gymnasiumgebäude in der Pfaffengasse überstand die Bombennächte im November des Jahres nicht. Übrig geblieben ist nur ein Portal mit dem Wappen des Kurfürsten Lothar Franz von Schönborn. Bis 1968 hospitierte die Schule daher zunächst im Gebäude des Karl-Theodor-von-Dalberg-Gymnasiums sowie später zusätzlich im Gebäude der ehemaligen Maria-Ward-Schule am Marktplatz,  danach in der Kolpingschule, und in Nachkriegsbaracken der städtischen Berufsschule auf der Großmutterwiese.
11. September 1965: An diesem Tag fand die Grundsteinlegung für den Neubau in der Aschaffenburger Fasanerie statt. Vorausgegangen war ein Streit zwischen der Stadt Aschaffenburg und dem Land Bayern: Die Stadt wollte die Schule jenseits des Mains im Schulzentrum, München jedoch gemäß den Abmachungen in der Fasanerie errichten. Ab dem 20. Oktober 1965 trägt das vormals „Humanistische Gymnasium“ seinen jetzigen Namen Kronberg-Gymnasium, womit an den Gründer erinnert wird
18. September 1968: Das Kronberg-Gymnasium zieht in das neue Schulgebäude im Fasanerie-Park ein. An der Einweihungsfeier nahm auch der Bayerische Ministerpräsident Alfons Goppel teil, dessen Sohn Thomas Goppel zwei Jahre zuvor am Kronberg-Gymnasium das Abitur abgelegt hatte.
1995: Die Schule feiert ihr 375-jähriges Bestehen.
2017: Aufgrund einer dreijährigen Generalsanierung der Schule wurde die Oberstufe in Gebäude in der Pfaffengasse ausgelagert.

## Persönlichkeiten

### Schulleiter
- Karl Albert (1. April 1929 bis 27. August 1937, Fächer: Klassische Sprachen, Deutsch, Geschichte)[7]
- Friedrich Haendel (1. Oktober 1937 bis 27. November 1945, Fächer: Klassische Sprachen, Deutsch, Geschichte)[7]
- Hans Lipp (5. Mai 1946 bis 31. Dezember 1958, Fächer: Mathematik und Physik)[8]
- Georg Zillober (1. Januar 1959 bis 1. September 1971)

Georg Zillober, geboren am 17. Juli 1907, gehörte zur „alten Generation“ des Lehrpersonals. Im Mai 1937 trat er der NSDAP bei. Er war zudem Mitglied der SA sowie des „Nationalsozialistischen Lehrerbundes“ (NSLB) und der „Nationalsozialistischen Volkswohlfahrt“ (NSV). Gegen seine politische Zuverlässigkeit gegenüber dem Regime gab es keine Einwände, „dem Staat und der Bewegung“ stehe er „bejahend“ gegenüber, heißt es in einem Dokument. Zillober legte seine Examina als Altphilologe ab und ließ sich für den Volksschuldienst umschulen. Zunächst war er als Lehrer in Peissenberg tätig, wollte aber den Beruf des Mittelschullehrers ergreifen. Die Gauleitung München-Oberbayern äußerte 1940 keine Bedenken gegen seine Ernennung zum Studienrat. Siehe hierzu: BArch, NS 12/15771 und R 9361-II/1246287.
- Josef Burdich (1. September 1971 bis 1986)
- Helmut Schmitt (1986–1992)
- Klaus Junk (1992–2005)
- Wolfram Paulus (2005–2016)
- Henrik Barz (seit 2016)

### Bekannte ehemalige Lehrer
- Ignaz Mulzer (1726–1772), Jesuit und Kirchenrechtler, Professor der Philosophie am Gymnasium
- Jakob Brand (1776–1833), von 1827 bis 1833 der erste Bischof der Diözese Limburg (war vorher Schüler am Aschaffenburger Gymnasium gewesen)
- Jonathan Michael Athanasius Löhnis (1788–1855), katholischer Theologe, Geistlicher und Hochschullehrer, Professor für Deutsch, Latein und Griechisch am Gymnasium
- Johannes Neeb (1797–1843), Professor der Philosophie und Abgeordneter der 2. Kammer der Landstände des Großherzogtums Hessen
- Georg Anton Stahl (1805–1870), Religionslehrer, später Professor der Theologie und Bischof von Würzburg

### Bekannte ehemalige Schüler
- Alois Alzheimer, Psychiater und Entdecker der Alzheimer-Krankheit
- Winfried Bausback, Hochschullehrer und Politiker, Landtagsabgeordneter, Bayerischer Justizminister
- Jörg-Peter Becker, Vorsitzender Richter am Bundesgerichtshof (BGH), Leiter des 3. Strafsenats (Abitur in Haßfurt)
- Franz Bopp, Sprachwissenschaftler, Sanskritforscher, Begründer der historisch-vergleichenden sowie der indogermanischen Sprachwissenschaft
- Anton Camesasca, liberaler Landtagsabgeordneter
- Karl Heinrich Caspari, Geistlicher, Theologe und Schriftsteller
- Gunter Desch, Inspekteur des Sanitäts- und Gesundheitswesens der Bundeswehr (1989–1997)
- Hugo Dingler, Professor der Philosophie an der Universität München und an der TH Darmstadt[10]
- Franz Dölger, Byzantinist
- Karl Dyroff, Orientalist
- Peter Anton von Frank, Rechtswissenschaftler und Historiker
- Götz Frömming, Politiker (AfD), Mitglied des Deutschen Bundestages (seit 2017)
- Norbert Geis, Politiker (CSU), Mitglied des Deutschen Bundestages (1987–2013)
- Paul Gerlach (Politiker, 1929), Mitglied des Deutschen Bundestages (1969–1987)
- Thomas Goppel, Politiker (CSU), Bayerischer Staatsminister für Wissenschaft, Forschung und Kunst (2003–2008)
- Franz Hettinger, katholischer Theologe, Abitur 1836
- Karl Heinz Höhne, Professor für Medizinische Informatik, Pionier der medizinischen Bildverarbeitung und Computergraphik
- Alfons Maria Jakob, Neurologe, Mitentdecker der Creutzfeldt-Jakob-Krankheit
- Guido Friedrich Knopp, deutscher Journalist, Historiker, Publizist und Moderator
- Hans Kraus, Bayerisches Staatsminister der Finanzen
- Hermann Leeb, bayerischer Staatsminister der Justiz
- Joseph von Lindwurm, Professor für Dermatologie
- Johannes Löwer, Biochemiker, Arzt, Professor für Medizinische Virologie, Präsident des Paul-Ehrlich-Instituts (2001–2009)
- Holger Paetz, Kabarettist
- Urban Priol, Kabarettist (Abitur 1980)
- Ernst Putz, Schulgründer, Politiker, Reichstagsabgeordneter
- Franz Georg von Schönborn, Kurfürst von Trier, Fürstabt von Prüm, Fürstbischof von Worms, Fürstpropst von Ellwangen
- Friedrich Karl von Schönborn-Buchheim, Fürstbischof von Bamberg und Würzburg, Reichsvizekanzler
- Johann Philipp Franz von Schönborn, Fürstbischof von Würzburg
- Hanns Seidel, Bayerischer Ministerpräsident
- Eberhard Sinner, Staatskanzleileiter der CSU (legte sein Abitur jedoch auf einer anderen Anstalt ab)
- Erich Stenger, Chemiker, Historiker und Theoretiker der Fotografie, Sammler von Fotografien und Briefmarken[11]
- Gustav Trockenbrodt, Jurist und Aschaffenburger Heimatdichter
- Niklas Wagener, Politiker (Bündnis 90/Die Grünen), seit 2021 Mitglied des Deutschen Bundestages
- Stephan Alexander Würdtwein, Theologe und Mainzer Geschichtsforscher
- Ivo Zeiger, Professor für Kirchenrecht an der Päpstlichen Universität Gregoriana und Rektor des Germanicums in Rom